# Bokhållare
En bokhållare tillika redovisningsekonom är normalt en yrkesbeteckning för en person med uppgiften att ta hand om den administrativa bokföringen. 
Det kan också vara en mer allmän titel på en person som utför administrativa sysslor på ett företag, till exempel ansvarar för register eller lagerhållning. Ett modernare ord för bokhållare är kontorist. En bokhållare kan också vara synonymt med en läspulpet eller en bladhållare.